# Kølsprængning
Et træskib siges at være kølsprængt (eller kølbrudt), når kølen (den nederste, langsgående del af skroget) har mistet sin styrke og buer svagt opad på midten (midtskibs) i stedet for nedad. 
En kølsprængning sker oftest af ælde eller forkert/manglende vedligeholdelse. Kan også forekomme ved forkert konstruktion, dimensionering af kølsvinet eller ved grundstødning.